# Pulac
Pulac je naseljeno mjesto u općini Travnik, Federacija Bosne i Hercegovine, BiH.
Nalazi se jugozapadno od Travnika.

## Stanovništvo

### 1991.
Nacionalni sastav stanovništva 1991. godine, bio je sljedeći:
ukupno: 498
- Muslimani - 498

### 2013.
Nacionalni sastav stanovništva 2013. godine, bio je sljedeći:
ukupno: 417
- Bošnjaci - 400
- ostali, neopredijeljeni i nepoznato - 17